# Saint-Julien-de-Briola
 Saint-Julien-de-Briola  es una población y comuna francesa, en la región de Languedoc-Rosellón, departamento de Aude, en el distrito de Carcasona y cantón de Fanjeaux.

## Demografía
| 95 | 108 | 72 | 69 | 79 | 75 |
| Para los censos de 1962 a 1999 la población legal corresponde a la población sin duplicidades (Fuente: INSEE [Consultar]) |     |    |    |    |    |